# Iwan Pełech
Iwan Pełech (ur. 1859 w Pomorzanach  – zm. 1914 we Lwowie) – ukraiński prawnik, wydawca i dziennikarz, poseł III kadencji Sejmu Krajowego Galicji.
Urodził się w rodzinie wiejskiego nauczyciela. Uczęszczał do gimnazjów w Buczaczu i Lwowie, ukończył studia na wydziale prawa Uniwersytetu Lwowskiego.
Był sekretarzem Instytutu Stauropigijnego i Towarzystwa im. Kaczkowskiego. W latach 1887—1908 wydawał "Ruską bibliotekę", w której prezentowane były dzieła rosyjskiej literatury. Był redaktorem gazet Czerwonaja Ruś (1888—1891) i Russkie Słowo (1890—1914, organ Russkiej Partii Ludowej).
Pochowany na Cmentarzu Łyczakowskim.

## Literatura
- Stanisław Grodziski - "Sejm Krajowy Galicyjski 1861-1914", Wydawnictwo Sejmowe, Warszawa 1993, ISBN 83-7059-052-7